# Margret Göbl
Margret Göbl, po mężu Ningel (ur. 26 czerwca 1938 w Norymberdze, zm. 21 czerwca 2013 w Duisburgu) – niemiecka łyżwiarka figurowa reprezentujący RFN, startująca w parach sportowych z mężem Franzem Ningelem. Uczestniczka igrzysk olimpijskich (1960), brązowa medalistka mistrzostw świata (1962), wicemistrzyni (1961) i dwukrotna brązowa medalistka mistrzostw Europy (1960, 1962), trzykrotna mistrzyni RFN (1960–1962).
Dorastała w Oberammergau, zaś karierę sportową rozpoczęła w Garmisch-Partenkirchen. Od 1959 roku rozpoczęła współpracę z Franzem Ningelem, którego poślubiła w 1962 roku. Na arenie międzynarodowej Göbl i Ningel rywalizowali z inną niemiecką parą, Kilius i Bäumler. Po zakończeniu kariery amatorskiej małżeństwo Ningelów występowało w rewiach łyżwiarskich na całym świecie. W 1973 roku obydwoje rozpoczęli pracę trenerską we Frankfurcie nad Menem. Później założyli własną szkołę łyżwiarską w Duisburgu. Ich córka Johanna była łyżwiarką występującą w kategorii juniorów, a następnie w formacjach łyżwiarskich.

## Osiągnięcia

### Z Franzem Ningelem
| Zawody               | 1959           | 1960           | 1961           | 1962           |                |                |                |                |                |                |                |                |                |                |                |                |                |
| Międzynarodowe       | Międzynarodowe | Międzynarodowe | Międzynarodowe | Międzynarodowe | Międzynarodowe | Międzynarodowe | Międzynarodowe | Międzynarodowe | Międzynarodowe | Międzynarodowe | Międzynarodowe | Międzynarodowe | Międzynarodowe | Międzynarodowe | Międzynarodowe | Międzynarodowe | Międzynarodowe |
| -------------------- | -------------- | -------------- | -------------- | -------------- | -------------- | -------------- | -------------- | -------------- | -------------- | -------------- | -------------- | -------------- | -------------- | -------------- | -------------- | -------------- | -------------- |
| Igrzyska olimpijskie |                | 5              |                |                |                |                |                |                |                |                |                |                |                |                |                |                |                |
| Mistrzostwa świata   | 5              | 4              |                | 3              |                |                |                |                |                |                |                |                |                |                |                |                |                |
| Mistrzostwa Europy   | 4              | 3              | 2              | 3              |                |                |                |                |                |                |                |                |                |                |                |                |                |
| Krajowe              |                |                |                |                |                |                |                |                |                |                |                |                |                |                |                |                |                |
| Mistrzostwa RFN      | 2              | 1              | 1              | 1              |                |                |                |                |                |                |                |                |                |                |                |                |                |